# Jatropha tetracantha
Jatropha tetracantha är en törelväxtart som beskrevs av Emilio Chiovenda. Jatropha tetracantha ingår i släktet Jatropha och familjen törelväxter.
Artens utbredningsområde är Somalia. Inga underarter finns listade i Catalogue of Life.